# EP u hokeju na travi 2005., razred Challenge
Europsko prvenstvo u hokeju na travi za muške 2005., razreda "Challenge I" (treći jakosni razred) se održalo u Ukrajini, u Vinnicji.
Održao se od 11. do 17. rujna 2005.

## Sudionici
Sudionici su bili: Gibraltar, Grčka, Hrvatska, Mađarska, Portugal, Švedska i Ukrajina.

Podijeljeni su u dvije skupine:

Skupina "A": Hrvatska, Švedska, Ukrajina

Skupina "B": Gibraltar, Grčka, Mađarska, Portugal

## Rezultati

### Faza po skupinama

#### Skupina "A"
| Momčad   | Ut | Pb | N | Pz | Pri | Pos | Bod |
| -------- | -- | -- | - | -- | --- | --- | --- |
| Ukrajina | 2  | 2  | 0 | 0  | 9   | 1   | 6   |
| Hrvatska | 2  | 1  | 0 | 1  | 6   | 6   | 3   |
| Švedska  | 2  | 0  | 0 | 2  | 2   | 10  | 0   |

| 11. rujna | Ukrajina | Hrvatska | 4 : 1 | (2 : 0) |
| 13. rujna | Hrvatska | Švedska  | 5 : 2 | (2 : 1) |
| 14. rujna | Ukrajina | Švedska  | 5 : 0 | (3 : 0) |

#### Skupina "B"
| Momčad    | Ut | Pb | N | Pz | Pri | Pos | Bod |
| --------- | -- | -- | - | -- | --- | --- | --- |
| Portugal  | 3  | 3  | 0 | 0  | 17  | 3   | 9   |
| Gibraltar | 3  | 2  | 0 | 1  | 13  | 7   | 6   |
| Grčka     | 3  | 1  | 0 | 2  | 5   | 11  | 3   |
| Mađarska  | 3  | 0  | 0 | 3  | 2   | 16  | 0   |

| 11. rujna | Portugal  | Gibraltar | 6 : 3 |         |
|           | Grčka     | Mađarska  | 4 : 2 | (2 : 0) |
| 12. rujna | Portugal  | Mađarska  | 4 : 0 | (1 : 0) |
|           | Gibraltar | Grčka     | 2 : 1 | (1 : 0) |
| 14. rujna | Portugal  | Grčka     | 7 : 0 | (3 : 0) |
|           | Gibraltar | Mađarska  | 8 : 0 | (1 : 0) |

### Natjecanja za poredak

#### Susreti za 5. – 8. mjesto
| Doigravanje  | Doigravanje | Doigravanje |               |
| ------------ | ----------- | ----------- | ------------- |
| 16. rujna    | Švedska     | Mađarska    | 5 : 1 (2 : 1) |
| Za 5. mjesto |             |             |               |
| 17. rujna    | Grčka       | Švedska     | 2 : 1 (1 : 0) |

#### Borba za viši natjecateljski razred
| Poluzavršnica | Poluzavršnica | Poluzavršnica |               |
| ------------- | ------------- | ------------- | ------------- |
| 16. rujna     | Ukrajina      | Gibraltar     | 2 : 1 (1 : 1) |
|               | Portugal      | Hrvatska      | 3 : 0 (0 : 0) |
| Za 3. mjesto  |               |               |               |
| 17. rujna     | Gibraltar     | Hrvatska      | 5 : 3 (4 : 0) |
| Završnica     |               |               |               |
| 17. rujna     | Ukrajina      | Portugal      | 2 : 0 (1 : 0) |

## Konačna ljestvica
| Mj. | Država    |
| --- | --------- |
| 1.  | Ukrajina  |
| 2.  | Portugal  |
| 3.  | Gibraltar |
| 4.  | Hrvatska  |
| 5.  | Grčka     |
| 6.  | Švedska   |
| 7.  | Mađarska  |

Ukrajina i Portugal su izborile pravo promicanja u najviši natjecateljski razred europskog prvenstva, razred "Trophy".

Mađarska je ispala u niži natjecateljski razred europskog prvenstva, razred "Challenge II".